# Learjet 25

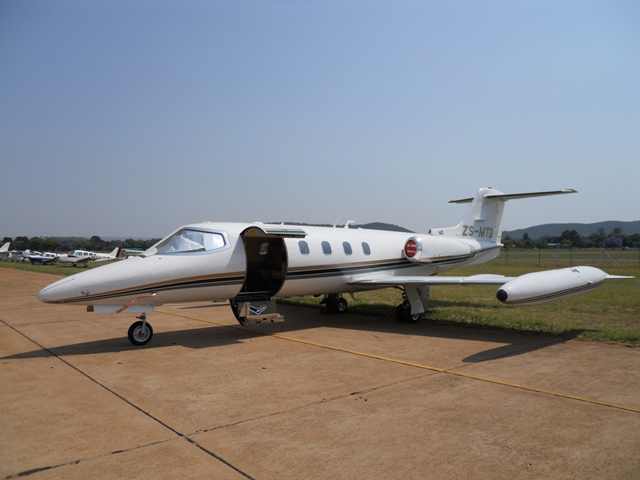
Learjet 25B.

De privéjet Learjet 25 was de opvolger van Learjets succesvolle Learjet 24 en werd eind 1967 gelanceerd.

## Geschiedenis

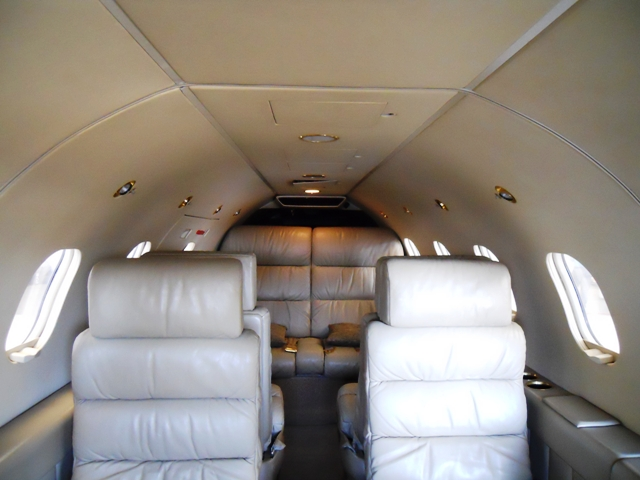
Het interieur.

De Learjet 25 was een verlengde versie van de 24 en kon daardoor drie passagiers meer meenemen.
Het type maakte haar eerste vlucht in augustus 1966 en werd in oktober 1967 gecertificeerd. Een verbeterde 25B en 25C — met een grotere brandstofcapaciteit — volgden in september 1970.
In september 1980 werd de 25G geïntroduceerd. Deze variant brak tijdens demonstratievluchten in juni 1982 verscheidene afstands- en brandstofverbruiksrecords.
In 1967 werd Learjet overgenomen door de Gates Rubber Company. Onder de naam Gates Learjet kwamen de opvolgers, de Learjet 28 en 29, uit.